# Aplogompha oppletaria
Aplogompha oppletaria là một loài bướm đêm trong họ Geometridae.